# Katavi (region)

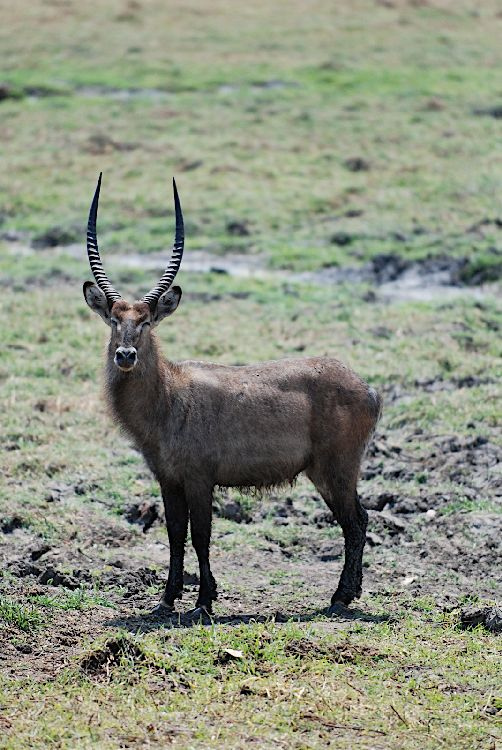
Ellipsvattenbock i Katavi nationalpark

Katavi  är en av Tanzanias 30 regioner och är belägen vid Tanganyikasjön i den västra delen av landet. Administrativ huvudort är staden Mpanda.
Staden Mpanda är slutstation för Mpandalinjen som ansluter till Tanzanias övriga järnvägsnät i Kaliua.
Tanzanias tredje största nationalpark, Katavi nationalpark, med en yta på 4 471 km2 ligger i regionen Katavi.
Katavi är rikt på mineraler. Både basala metaller som koppar och bly och ädelmetallen guld bryts och har brutits  i mindre skala, och  i  större skala på Mpanda Mineral Field.

## Administrativ indelning
Regionen är indelad i två distrikt:
- Mlele
- Mpanda

## Urbanisering
| Ort    | Distrikt | Invånarantal 2002 |
| ------ | -------- | ----------------- |
| Mpanda | Mpanda   | 44 533            |